# لجنة المقاطعات في كوريا الشمالية
لجنة المقاطعات الكورية الشمالية الخمس {{كورية|이북5도위원회، بالهانغا: 以北五道委員會)، هي هيئة حكومية كورية جنوبية تابعة لوزارة الداخلية والأمن.

## التاريخ
تأسست اللجنة عام 1949، وهي مسؤولة رسميًا عن إدارة المقاطعات الكورية الخمس الواقعة بالكامل شمال خط العرض 38، والمعروف أيضًا باسم خط ترسيم الحدود العسكرية، حيث تدعي الحكومة الكورية الجنوبية رسميًا أنها الحكومة الشرعية الوحيدة لشبه الجزيرة الكورية بالكامل. لا تعترف الحكومة الكورية الجنوبية رسميًا بأي تغييرات على حدود المقاطعات الشمالية أجرتها الحكومة الكورية الشمالية منذ إنشائها عام 1949. يعين رئيس كوريا الجنوبية حكامًا لكل من المقاطعات الخمس. ومع ذلك، فإن دورهم رمزي إلى حد كبير (يمكن مقارنته بالأساقفة الاسميين)، حيث تخضع المنطقة للولاية القضائية الفعلية لكوريا الشمالية. تتمثل الوظيفة العملية الرئيسية للجنة في تقديم الدعم للمنشقين الكوريين الشماليين الذين يعيشون في كوريا الجنوبية، بما في ذلك المساعدة في إعادة توطين الكوريين الشماليين وتنظيم الفعاليات الاجتماعية للكوريين الشماليين.
على الرغم من اسمها، لا تلعب اللجنة أي دور في العلاقات بين كوريا الشمالية وكوريا الجنوبية؛ حيث تتولى وزارة التوحيد التعامل مع شؤون كوريا الشمالية. وفي حالة انهيار كوريا الشمالية، تدعو الخطط الطارئة إلى إنشاء هيئة حكومية جديدة لإدارة الشمال تحت قيادة وزير التوحيد. وفي هذه الحالة، يتعين على المحافظين الخمسة الاستقالة وحل اللجنة.